# Cometa Hyakutake

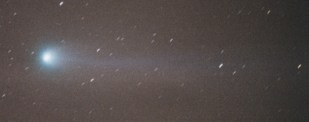
Cometa Hyakutake

Hyakutake (nume oficial: C/1996 B2) este o cometă neperiodică / aperiodică, care a fost vizibilă, cu ochiul liber, în 1996.

## Istorie
Cometa Hyakutake a fost descoperită la 30 ianuarie 1996 de un astronom amator, Yuji Hyakutake, utilizând un binoclu 25x150.
Cometa se afla cel mai aproape de Pământ / Terra, la circa 0,109 ua, în martie 1996, dată la care era vizibilă cu ochiul liber în emisfera nordică.
Ea și-a atins periheliul la data de 1 mai 1996.
Sonda spațială Ulysses a realizat o trecere neprevăzută prin coada cometei în mai 1996. Potrivit informațiilor transmise de sondă, coada cometei are lungimea de cel puțin 500 Gm.
Observațiile terestre au permis descoperirea prezenței etanului și a metanului în cometă; a fost pentru prima dată când aceste gaze au fost observate într-o cometă.